# Friedrich Weinbrenner

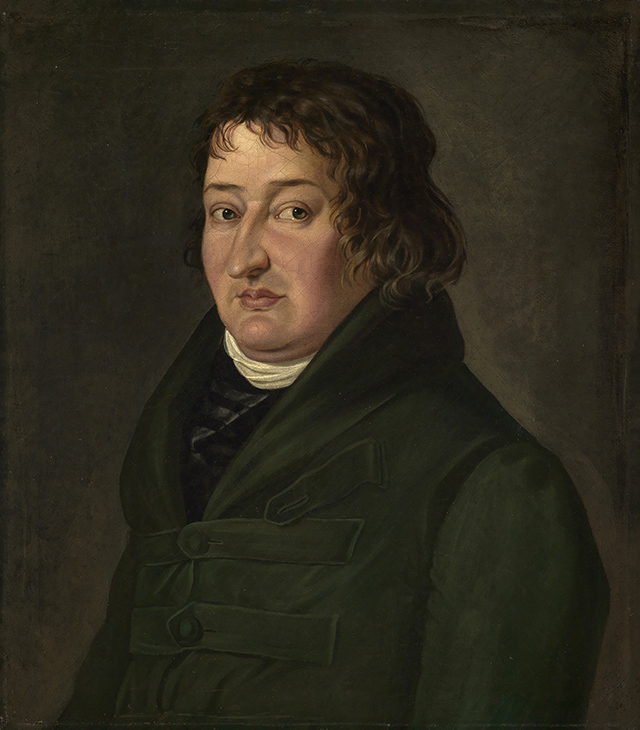
Friedrich Weinbrenner

Friedrich Weinbrenner, född 24 november 1766 i Karlsruhe, död där 1 mars 1826, var en tysk arkitekt.
Han studerade i Wien, Dresden, Berlin och Italien, återkom 1797, blev byggnadsdirektör i Karlsruhe och grundlade en skola för arkitekter. Han utförde i Karlsruhe den katolska och den protestantiska kyrkan, rådhuset och flera palats. Han inspirerades särskilt av den romerska antiken. Hans betydelse ligger däri, att han öppnade ungdomens blick för antiken. Därför utgav han flera arbeten om arkitektur.